# Золотарьова Тамара Василівна
Золотарьова Тамара Василівна (24 листопада 1912, Сімферополь — 5 серпня 1981, Харків) — доктор медичних наук (1952), професор (1953), підполковник медичної служби, «Заслужений діяч науки УРСР» (1969), «Відмінник охорони здоров'я».

## Біографія
Народилася 24 листопада 1912 р. у м. Сімферополі. У 1935 р. закінчила Харківський медичний інститут. З 1937 по 1938 р. працювала на посаді ординатора Новоград-Волинської лікарні Житомирської області. Згодом закінчила аспірантуру при Харківському медичному інституті. У 1939 р. захистила кандидатську дисертацію на тему «Матеріали до топографічної анатомії селезінки у дітей і операції на ній».
З 1939 р. — асистент кафедри оперативної хірургії і топографічної анатомії Ленінградського державного інституту удосконалення лікарів. З початком Другої світової війни виконувала обов'язки завідувача кафедри. У 1942 р. вступила до лав армії і працювала на посаді старшого ординатора, начальника хірургічного відділення госпіталю Північно-Західного фронту.
Після закінчення війни працювала викладачем кафедри оперативної хірургії Ленінградської військово-медичної академії ім. С. М. Кірова. У 1948 р. присвоєно вчене звання доцента. У 1952 р. захистила докторську дисертацію на тему «Різниці в іннервації передньої черевної стінки». Цього ж року за конкурсом обрана завідувачем кафедри оперативної хірургії і топографічної анатомії Харківського медичного стоматологічного інституту. У 1953 р. присвоєно вчене звання професора. З 1953 по 1958 р. — проректор з науково-навчальної роботи Харківського медичного стоматологічного інституту. У 1967 р. очолила кафедру оперативної хірургії та топографічної анатомії Полтавського медичного стоматологічного інституту.
Під керівництвом Тамари Золотарьової була створена школа морфологів, яка вивчала індивідуальну мінливість хірургічної анатомії голови та шиї. Разом зі своїми учнями вона збагатила та розширила вчення про анатомію ділянок голови, особливо її лицевого відділу, низкою нових, більш глибоко вивчених і обґрунтованих відомостей. Нею та її учнями вивчені фасції, клітковинні простори, судини та нерви голови. Ці дослідження були повно висвітлені у книзі «Хірургічна анатомія голови» (1968), яка стала настільною книгою як для лікарів-стоматологів, так і для здобувачів освіти. Результати численних наукових досліджень професорки та її учнів лягли в основу підручників, посібників і монографій.
На кафедрі під керівництвом Тамари Василівни було розроблено низку методик морфологічних досліджень: косметичний метод забору ділянок лицевого відділу голови, топографо-анатомічні розпили голови та шиї, рентген-анатомічний, томографічний методи дослідження голови.
Упродовж усього періоду роботи на кафедрі професор була головою Полтавського і членом Українського наукового товариства анатомів, гістологів, ембріологів і топографоанатомів.
Померла 5 серпня 1981 року в м. Харкові.

## Наукова діяльність
Тамара Василівна — автор понад 300 наукових праць, з-поміж яких — підручники, посібники, монографії, які були присвячені периферійній нервовій системі, артеріальним та венозним судинам голови та шиї, приносовим пазухам, слинним залозам.
Науковиця вивчала особливості заміщення чіпцем дефектів у брижі тонкої кишки; відмінності в будові верхнього підчеревного сплетіння, іннервації передньо-бічної стінки живота; морфологічні зміни в м'язах живота в умовах денервації; внутрішньо стовбурову будову периферійних нервів та асиметрію у їхній будові; анатомо-топографічні обґрунтування розрізів на передньо-бічній стінці живота. Низка праць Тамари Золотарьової була присвячена вивченню мінливості в будові органів і систем при наявності патології в осіб дитячого віку, де вона обґрунтовувала оперативні доступи при хірургічних втручаннях.
За її консультування та під керівництвом було виконано 4 докторські та 17 кандидатських дисертацій.

## Нагороди та почесні звання
У 1968 році була присуджена премія ім. В. М. Шевкуненка. У 1969 році Т. В. Золотарьовій присвоєно почесне звання «Заслужений діяч науки УРСР». За заслуги в розвитку медичної науки, підготовці наукових і медичних кадрів, активну громадську діяльність була відзначена орденом «Знак Пошани» та 8 медалями. Нагороджена нагрудним знаком «Відмінник охорони здоров'я».